# امحيد (مكيراس)

تعديل مصدري - تعديل

امحيد هي إحدى قرى عزلة مكيراس بمديرية مكيراس التابعة لمحافظة البيضاء، بلغ تعداد سكانها 216 نسمة حسب تعداد اليمن لعام 2004.